# گستره شنوایی

نمودار لگاریتمی گستره شنوایی برخی از جانوران

گستره شنوایی (انگلیسی: Hearing range) بیان‌کننده گستره بسامدی است که توسط انسان یا دیگر جانوران قابل شنیدن است، اگرچه این اصطلاح می‌تواند به محدوده سطوح فشار صدا نیز اشاره داشته باشد. گستره شنوایی انسان معمولاً بین ۲۰ تا ۲۰٬۰۰۰ هرتز مشخص می‌شود. باید توجه داشت که بسامد ۲۰ تا ۲۰٬۰۰۰ هرتز مربوط به امواج صوتی در هوا در دمای ۲۰ درجه سلسیوس با طول موج از ۱۷ متر تا ۱٫۷ سانتی‌متر (۵۶ پا تا ۰٫۷ اینچ) است.
در گستره شنوایی، بین افراد، به ویژه در بسامدهای بالا، تفاوت قابل‌توجهی وجود دارد، و کاهش تدریجی حساسیت به بسامدهای بالاتر با افزایش سن طبیعی تلقی می‌شود. حساسیت نیز با بسامد (فرکانس) متفاوت است و با استفاده از خطوط کانتور بلندی برابر نشان داده می‌شود. بررسی معمول برای کاهش شنوایی معمولاً با استفاده از نوار گوش انجام می‌شود که که سطوح آستانه شنوایی را نسبت به حد نرمال نشان می‌دهد.
چندین گونه جانوری می‌توانند بسامدهایی فراتر از محدوده شنوایی انسان را بشنوند. به عنوان مثال، برخی از دلفین‌ها و خفاش‌ها می‌توانند بسامدهای بالای ۱۰۰ کیلوهرتز را بشنوند. فیل‌ها می‌توانند صداهایی را با بسامد ۱۶ هرتز تا ۱۲ کیلوهرتز بشنوند، در حالی که برخی از نهنگ‌ها قادر به شنیدن صداهای فروصوتی با بسامد پایین تا ۷ هرتز نیز هستند.